# Huta (Zólyomi járás)
Huta (szlovákul: Huta) Vaségető településrésze Szlovákiában, a Besztercebányai kerületben, a Zólyomi járásban.

## Fekvése
Vaségető része, a falutól 1 km-re délre fekszik.

## Története
A hegyek közötti völgyben meghúzódó kis települést a környéken bányászott vasércet feldolgozó vaségetők alapították.
A trianoni békeszerződésig Zólyom vármegye Zólyomi járásához tartozott. A huta kemencét jelent.

## Külső hivatkozások
- Vaségető a Körmöc-Selmeci régió honlapján
- Községinfó